# Viliam Talský
Viliam Talský, známý též pod krycím jménem Láďa (28. září 1904, Vígľaš, okres Zvolen, Slovensko – 3. prosince 1953, Bratislava, Slovensko) byl československý a slovenský voják z povolání. V období 1925–1944 příslušník československé a slovenské armády. Po druhé světové válce nebyl přijatý do nové československé armády a byla mu odebrána hodnost.
V roce 1947 byl pro opuštění východoslovenské armády odsouzen Národným súdom v Bratislavě na 15 let vězení, ke zbavení občanských práv, k odnětí vojenské hodnosti a zabavení třetiny majetku. V únoru 1948 byl výkon trestu přerušen vzhledem k jeho zdravotnímu stavu. V srpnu 1951 se podrobil operaci, ale 13. srpna 1951 nastoupil zpět do vězení v Ilavě. V nevyléčitelném stavu byl v roce 1953 propuštěn a 3. prosince 1953 v bratislavské nemocnici na Bezručově ulici zemřel.

## Rodina
- otec: Anton Talský
- matka: Ľudmila roz. Gaysslerová

## Život
Studoval na Vojenské akademii v Hranicích, na aplikační škole pro ženijní vojsko v Litoměřicích a na Vysoké škole vojenské v Praze. Voják z povolání, příslušník československé armády, v letech 1939–1944 slovenské armády.
Talský působil v roce 1944 v hodnosti plukovníka jako náčelník štábu Ministerstva národní obrany v Bratislavě.
Na schůzce SNR v Bratislavě v květnu Husák diktátorským způsobem kladl podmínky Janu Golianovi, za kterých prý uzná jeho jmenování i SNR. Především to bylo výlučné podřízení se vojenského odboje SNR namísto prezidentovi republiky. Druhou podmínkou bylo sjednocení všech odbojových složek v české armádě a vytvoření Vojenského ústředí jako součásti ilegální SNR. Zatřetí měl souhlasit s tím, aby plk. Talský a plk. Jan Imro byli jeho rovnoprávnými zástupci. Plánovaným velitelem Východoslovenské armády byl gen. Štefan Jurech, ale ten byl z neznámých důvodů Londýnem v červenci odvolán. Talský spolupracoval s Golianem, ale rozhodl se spolupracovat také s Ferdinandem Čatlošem.
Dne 1. srpna 1944 se jako „blízký spolupracovník“ ministra obrany Ferdinanda Čatloše zúčastnil porady na MNO v Bratislavě společně s gen. Malárem, mjr. Lisickým a kpt. Staňkem. Zde Čatloš předložil svůj vlastní vojenský plán státního převratu a otevření hranic Rudé armádě. Od 10. srpna 1944 byl Čatlošem ustanoven jako zástupce Východoslovenské armády generála Augustína Malára v Prešově, neboť tato armáda nebyla v kompetenci Velitelství pozemního vojska v Banské Bystrici, ale přímo podřízena ministrovi obrany a prezidentovi Tisovi. Velitelem vojenského ústředí SNR Golianem byl pověřen vést Východoslovenskou armádu do připravované akce proti Němcům. V noci 24. srpna se sešel na vrchním pozemním velitelství v Banské Bystrici s Golianem, kde upozornil na seskupování německých okupačních jednotek na východní a jižní Moravě. Bylo rozhodnuto, že Slovenská armáda vystoupí na odpor, jakmile vojska překročí na západě tzv. ochrannou zónu (Schutzzone) na Váhu a na jihu s Maďarskem. V neděli 27. srpna obdržel v Banské Bystrici instrukce a rozkazy pro svou armádu.

## Slovenské povstání
Po zachycení signálu k ozbrojenému odporu 29. srpna 1944 však Talský svou úlohu nezvládl a mobilizaci a převzetí armády neprovedl. Pravděpodobně si netroufal převzít velení společně s dalšími kolegy ve štábu v Prešově. Protože neměli s ústředním vojenským velením v Banské Bystrici spojení, došlo ke špatné komunikaci a koordinaci přípravy armády. Dopoledne 30. srpna gen. Augustin Malár odletěl do Bratislavy a Talskému nařídil, ať nic nepodniká a slíbil mu, že se do večera vrátí. Talský po odletu Malára ihned svolal v Prešově štáb a všechny důstojníky, kteří byli do povstání zainteresovaní a sdělil jim rozkazy Goliana. Armáda měla odzbrojit během 1.–2. září německé jednotky, které v oblasti již působily. Dále měla odletět ráno 31. srpna mise do Lvova, aby požádala Sověty o vojenský zásah. Dne 2. září měla zahájit průnik na polské území Dukelským průsmykem směrem ke Krosnu. Pokud Sověti nezahájí současně vojenskou operaci, tak se stáhnout údolím Váhu a Hronu na střední Slovensko.
Malár večer 30. srpna v rozhlasovém projevu vyzval všechny vojáky, aby se vrátili ke svým posádkám a nekladli odpor. Tím vyvolal nejen v armádě obrovský zmatek. Po velmi bouřlivé atmosféře ve štábu v Prešově se ve 2:00 31. srpna se Talský rozhodl na nátlak letců, odletět do Polska k maršálovi Ivanovi Koněvovi dohodnout koordinaci bojových akcí s Rudou armádou. Celý zbytek dne nepodnikla jemu svěřená armáda žádné opatření, přestože viděla pohyb německých aut a letadel.Nerozhodností a neplánovaným odchodem ze Slovenska se přičinil o rozpad Východoslovenské armády, která jako celek do ozbrojené akce v rozhodující chvíli nezasáhla a Němci ji odzbrojili operací Kartoffelernte. Situaci nezvládl jistým způsobem také náčelník štábu pplk. František Urban, který se hájil tím, že neměl kompetence a další instrukce a proto se nechal zatknout s celým svým štábem.
Dne 15. září se Talský vrátil na východní Slovensko, kde se snažil zapojit rozptýlené vojáky do partyzánského boje.

## Talský v armádním sboru
Od prosince 1944 se stal příslušníkem 1. čsl. armádního sboru. Stal se zástupcem plukovníka Karla Klapálka, velitele 3. československé samostatné brigády a po jeho vážném zranění 4. února 1945 se stal velitelem brigády. Na zásah SNR byl po třech týdnech z funkce odvolán a přesunut k náhradnímu pluku do velitelské zálohy. Jako velitel brigády dělal všechno pro to, aby napravil svou předešlou vinu a aby se osvědčil. Sám Ludvík Svoboda byl spokojený s jeho činností. Postupně po přechodu představitelů povstání ze slovenských hor k Rudé armádě se množily požadavky na jeho zatčení, čemuž nakonec Svoboda vyhověl. Po válce v roce 1947 byl Národním soudem v Bratislavě potrestán za zradu SNP a byl odsouzen na 15 roků vězení. Neodpykal si však celý trest a po pěti letech zemřel.